# De sphaera mundi

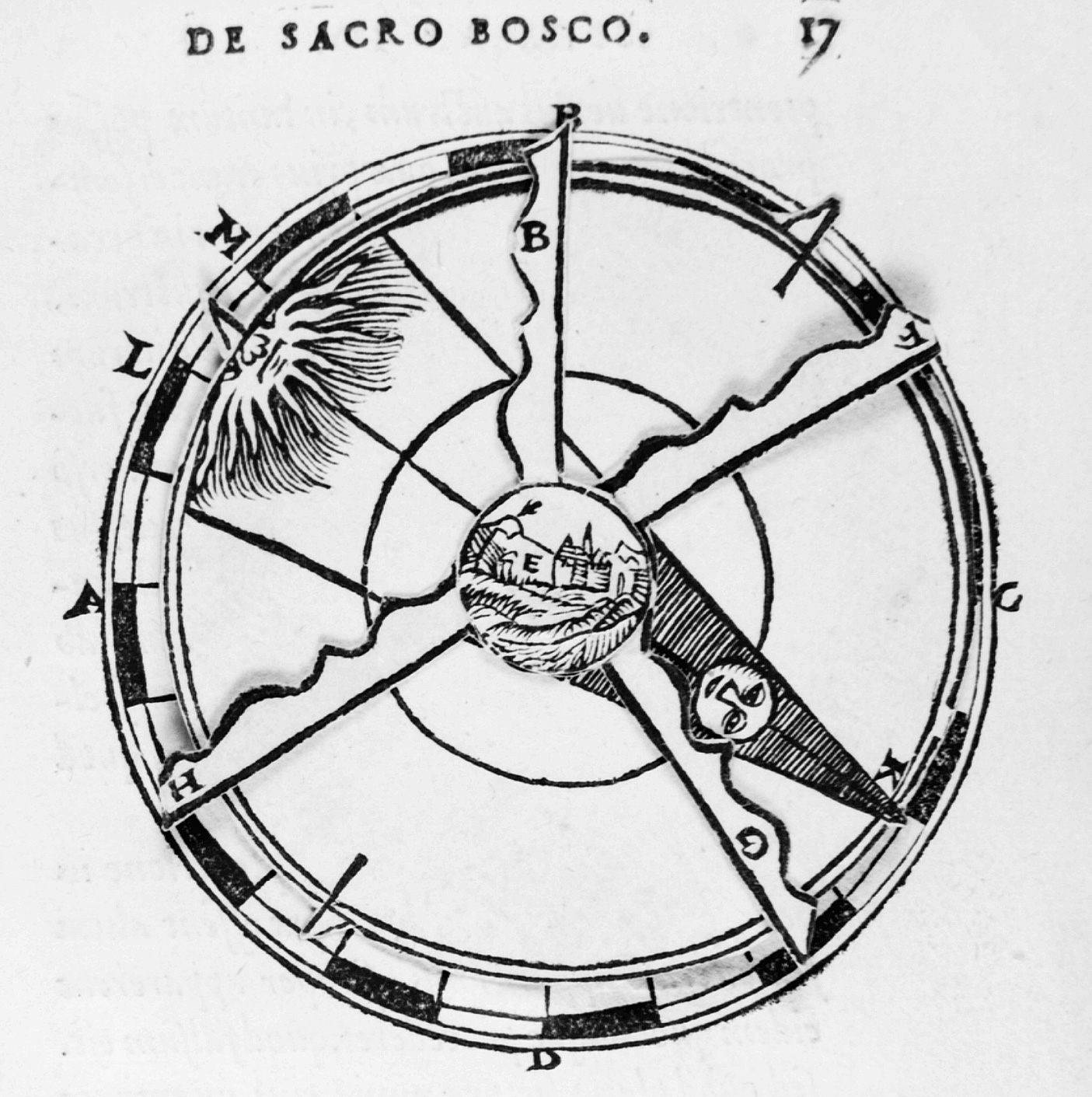
Un volvelle de l'edició del de De Sphaera de Johannes de Sacrobosco.

De Sphaera mundi (De l'esfera del món, també anomenat Tractatus de Sphaera o simplement De Sphaera) és una obra medieval escrita per Johannes de Sacrobosco cap a l'any 1230 que introdueix els elements bàsics de l'astronomia. Inspirat en gran manera en l'Almagest  de Claudi Ptolemeu i afegint idees de l'astronomia àrab, va ser una de les obres sobre astronomia més influents a Europa abans de Nicolau Copèrnic. La primera edició va aparèixer el 1472 en Ferrara, i es van fer nombroses edicions i traduccions en els dos segles següents.